# Кисса (приток Волмы)
Кисса — река в России, протекает по Окуловскому району Новгородской области.

## География
Устье реки находится в 45 км по правому берегу реки Волма на границе с Крестецким районом. Длина реки составляет 12 км.
На левом берегу реки стоит деревня Бор.

## Данные водного реестра
По данным государственного водного реестра России относится к Балтийскому бассейновому округу, водохозяйственный участок реки — Мста без реки Шлина от истока до Вышневолоцкого г/у, речной подбассейн реки — Волхов. Относится к речному бассейну реки Нева (включая бассейны рек Онежского и Ладожского озера).
Код объекта в государственном водном реестре — 01040200212102000021350.